# Cistercensi della stretta osservanza
I cistercensi della stretta osservanza, o trappisti (in latino Ordo Cisterciensis Strictioris Observantiae), sono un ordine monastico di diritto pontificio. I monaci trappisti pospongono al loro nome la sigla O.C.S.O.

## Storia

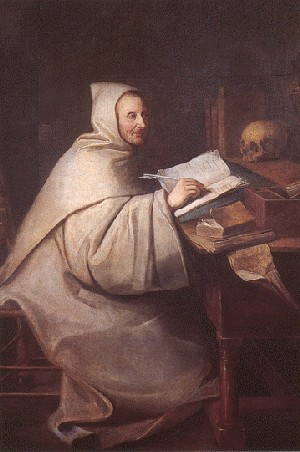
L'abate de Rancé, riformatore di Notre-Dame de la Trappe e iniziatore dei cistercensi della stretta osservanza. Ritratto di Hyacinthe Rigaud

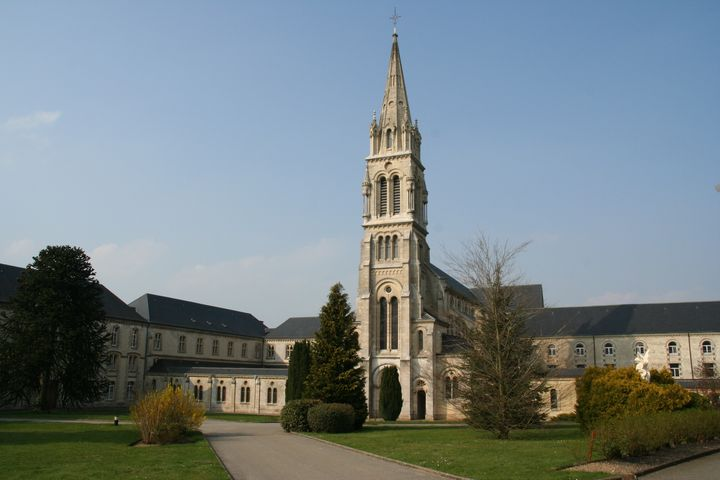
L'abbazia di Notre-Dame de la Trappe, casa madre dell'ordine

### Le origini
La nascita dell'ordine si deve ad Armand Jean Le Bouthillier de Rancé (1626-1700). Di nobile famiglia, entrò nello stato ecclesiastico senza vocazione, condusse vita mondana e dissoluta e accumulò numerosi benefici: fu abate commendatario di Notre-Dame de la Trappe, di Notre-Dame du Val e di Saint-Symphorien a Beauvais, priore di Notre-Dame de Boulogne e di Saint-Clémentin, canonico di Notre-Dame di Parigi. Attorno al 1657 si ravvide, iniziò a disfarsi delle sue prebende e vendette il suo castello di Véretz. Entrò come novizio nell'abbazia cistercense di Perseigne (13 giugno 1661) e il 26 giugno 1664 prese i voti.
Rancé ricevette la benedizione abbaziale a Séez il 13 luglio 1664 e il giorno successivo prese possesso dell'abbazia di Notre-Dame de la Trappe: riprese i tentativi di riforma sorti in reazione al rilassamento dell'antica disciplina e ristabilì numerose osservanze della primitiva regola, alle quali aggiunse nuovi regolamenti particolarmente rigidi: impose la pratica del silenzio e il lavoro manuale, eliminò vino e pesce dal vitto comune, soppresse le ricreazioni, limitò la corrispondenza.

### L'espansione della riforma
La riforma introdotta da Rancé venne approvata con i brevi papali del 2 agosto 1677 e del 23 maggio 1678. I monaci di La Trappe aumentarono di numero, ma Rancé non volle fare nuove fondazioni: ciò nonostante, altre prestigiose abbazie cistercensi adeguarono le loro regole al modello di La Trappe, come Sept-Fons, Orval e Tamié. Solo nel 1704, su invito del granduca Cosimo III de' Medici, il nuovo abate di Notre-Dame de La Trappe, Jacques de la Cour, inviò dei monaci in Toscana per ridare vita all'abbazia di Buonsollazzo, da cui trasse nuova linfa anche quella di Casamari (1717).
Con la rivoluzione francese ai monaci di La Trappe venne proibito di ricevere nuovi novizi: per evitare l'estinzione dell'ordine, Agostino de Lestrange (1754-1827), maestro generale dei novizi, inviò una supplica al senato di Friburgo che il 13 marzo 1791 l'autorizzò a fondare una comunità di non più di ventiquattro membri in territorio elvetico: Lestrange e i suoi compagni lasciarono La Trappe nascosti in un carro il 1º giugno 1791 e raggiunsero clandestinamente la Svizzera, dove si insediarono nella certosa abbandonata della Valsainte. La Valsainte venne eretta in abbazia il 30 settembre 1794 e divenne casa madre di numerose altre fondazioni: di Santa Susanna in Aragona, del Monte Bracco e di Sordevolo, in Piemonte, di Westmalle, in Belgio, di Lulworth, in Inghilterra; a Sembrancher venne fondato il primo monastero di religiose trappiste.
Nel 1798, mentre la Francia minacciava l'invasione della Svizzera, i trappisti si rifugiarono in Russia dove lo zar Paolo I, in nome della sua amicizia con la principessa Luisa Adelaide di Borbone-Condé (divenuta monaca trappista), concesse ai monaci di creare cinque monasteri. Sotto Napoleone, nel 1805 i trappisti poterono fare ritorno in patria, dove fondarono le abbazie di Grosbot e quella sul Colle del Monginevro, ma poi il 28 luglio 1811 videro soppressi tutti i loro monasteri nel territorio dell'impero (sopravvissero solo i monasteri di Lulworth, Maiorca e Betfade, negli Stati Uniti d'America).

### L'autonomia dai cistercensi
Nel 1815, con la Restaurazione, i monasteri trappisti tornarono a diffondersi in Francia ma, sulla base di interpretazioni differenti della medesima regola, all'interno dell'ordine cistercense si costituirono tre diverse congregazioni di trappisti: nel 1892 venne celebrato a Roma un capitolo di unione che decretò la fusione delle tre congregazioni in un unico ordine, definitivamente indipendente da quello cistercense.
La Santa Sede ha approvato le nuove costituzioni dell'ordine il 3 giugno 1990.

## Attività e diffusione

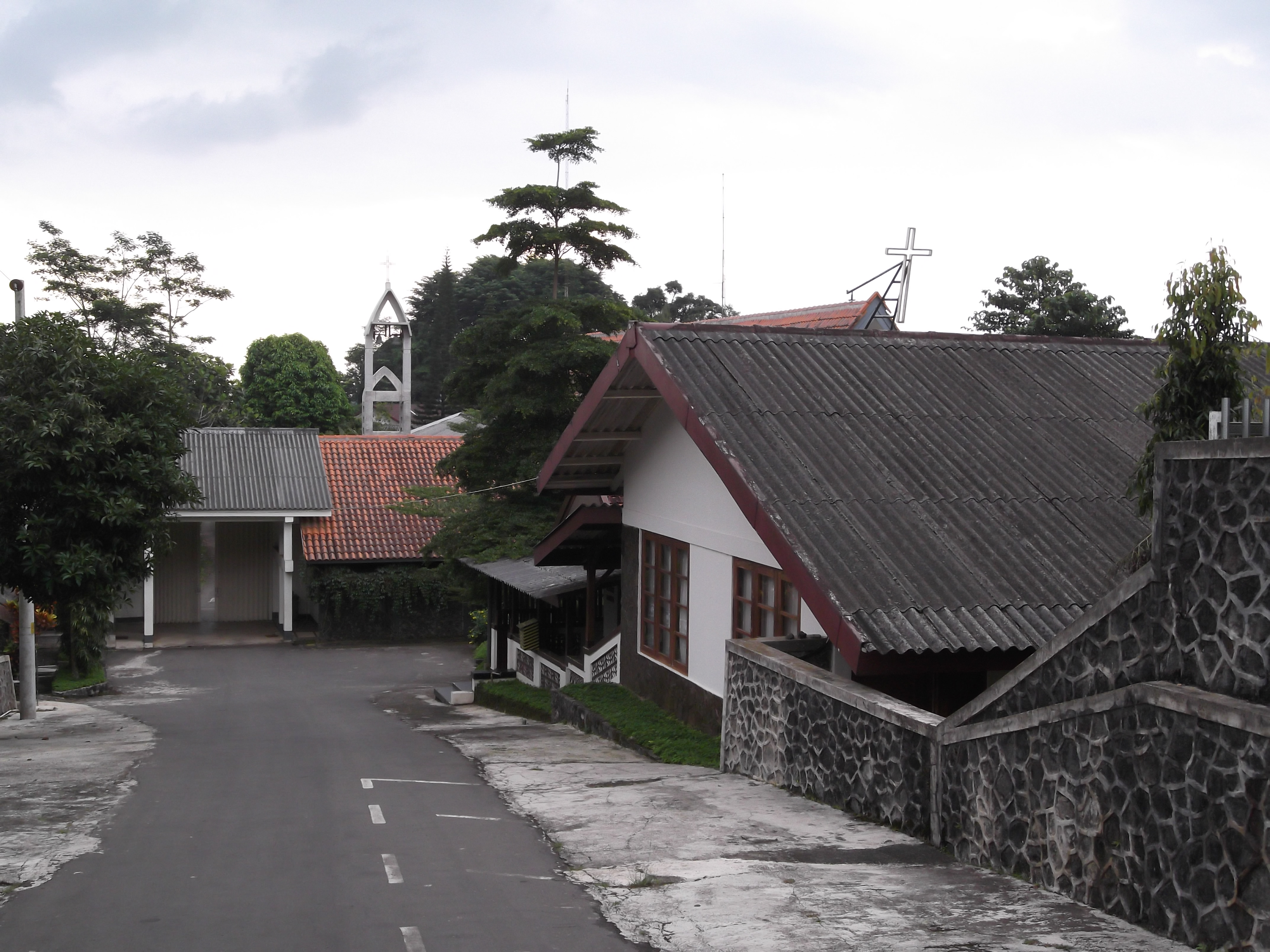
L'abbazia di Santa Maria di Rawaseneng, nella provincia di Giava Centrale, Indonesia.

I monaci trappisti si dedicano alla vita contemplativa: sono religiosi di clausura dediti alla preghiera, sia individuale che comune, alternano gli studi e il lavoro manuale, specialmente agricolo (alcuni monasteri sono rinomati centri per la produzione di olio, vino e birra). Ogni monastero è canonicamente autonomo, ma tutti sono legati all'ordine per la comune origine e tradizione e per l'osservanza delle stesse costituzioni.
L'abito è costituito da una tunica bianca, simbolo di purezza d'animo, e da uno scapolare nero, simbolo della vita contemplativa, sul quale è indossata una cintura di cuoio, in segno di penitenza: l'abito è, quindi, segno di purezza che deve andare di pari passo con la contemplazione e che non può essere conservata senza penitenza.
I monasteri trappisti (detti anche "trappe") sono presenti in Europa (Austria, Belgio, Bosnia, Repubblica Ceca, Danimarca, Francia, Germania, Irlanda, Italia, Paesi Bassi, Regno Unito, Spagna), nelle Americhe (Argentina, Brasile, Canada, Cile, Repubblica Dominicana, Ecuador, Messico, Stati Uniti d'America, Venezuela), in Africa (Angola, Benin, Camerun, Repubblica Democratica del Congo, Madagascar, Marocco, Nigeria, Ruanda, Uganda), in Asia (Filippine, Giappone, Hong Kong, India, Indonesia, Israele, Taiwan) e Oceania (Australia, Nuova Zelanda). L'abate generale dell'ordine (eletto a vita ma tenuto a dimettersi al compimento del suo settantacinquesimo anno di età) risiede presso la casa generalizia di viale Africa a Roma.
Alla fine del 2020 l'ordine contava 87 case e 1.608 religiosi, dei quali 500 sacerdoti.